# On The Scene
On The Scene er Cy, Maia & Roberts første album, som udkom i 1966 på forlaget Sonet. Albummet blev oprindeligt udsendt som LP og blev genudsendt som CD i 2010 som en del af bokssættet Dansk Rock Historie 1965-1978. 
To af sangene er skrevet af den amerikanske sanger Paul Simon, som trioen havde turneret med i Jylland i 1965.

## Nummerliste
1. "A Church is Burning" (Paul Simon)
2. "Two Brothers"
3. "The other day"
4. "Cannot Keep From Crying"
5. "Aziza"
6. "Flowers Never Bend with the Rainfall" (Paul Simon)
7. "Daddy Roll 'em"
8. "Rocking the Cradle"
9. "The Water is Wide"
10. "Moonshiner"
11. "Whoa Back Buck"
12. "I've Been on the Road"